# NGC 1217-2
NGC 1217-2 is een spiraalvormig sterrenstelsel in het sterrenbeeld Oven. Het hemelobject werd op 22 oktober 1835 ontdekt door de Britse astronoom John Herschel.

## Synoniemen
- PGC 11642
- ESO 300-10
- MCG -7-7-2
- AM 0304-391